# 杜佑 (元朝)
杜佑，元朝邳州（今江苏省邳州市）人。
河南江北行中书省任命他为三叉口水、马站提领。父亲杜成在家患病，杜佑忽觉心惊，浑身流汗，于是弃职归家。父亲刚刚患病三日，于是他祷神请求以自己替代，而且尝父亲的粪便来检验病情。父亲去世，在墓侧结庐尽哀，有吉兆的驯兔出现。